# Froideterre
Froideterre est une commune française située dans le département de la Haute-Saône, la région culturelle et historique de Franche-Comté et la région administrative Bourgogne-Franche-Comté.

## Géographie

### Localisation
La localité s'étend sur un territoire total de 283 hectares dont 110 boisés. L'altitude est de 325 mètres dans le village.

### Communes limitrophes
Les communes limitrophes sont Saint-Germain, Lure, La Neuvelle-lès-Lure et Roye.

### Géologie
Froideterre est construite sur le plateau de Haute-Saône dans la dépression sous-vosgienne. Le territoire communal repose sur le bassin houiller stéphanien sous-vosgien.

### Hydrographie
L'Ognon vient du nord et s'écoule vers le sud par la partie est du finage. Quelque peu en dessus de la commune, à l'endroit où l'Ognon se divise en deux bras qui fusionnent 2 kilomètres en aval, la rivière est à sec chaque été. Ce n'est qu'au pont de l'Ognon que la rivière reprend un peu de débit. Un bras de l'Ognon alimente l'étang de la Fond à Lure.

### Climat
Pour des articles plus généraux, voir Climat de la Bourgogne-Franche-Comté et Climat de la Haute-Saône.
En 2010, le climat de la commune est de type climat de montagne, selon une étude du Centre national de la recherche scientifique s'appuyant sur une série de données couvrant la période 1971-2000. En 2020, Météo-France publie une typologie des climats de la France métropolitaine dans laquelle la commune est exposée à un climat semi-continental et est dans la région climatique  Lorraine, plateau de Langres, Morvan, caractérisée par un hiver rude (1,5 °C), des vents modérés et des brouillards fréquents en automne et hiver. 
Pour la période 1971-2000, la température annuelle moyenne est de 10 °C, avec une amplitude thermique annuelle de 17,1 °C. Le cumul annuel moyen de précipitations est de 1 209 mm, avec 13,7 jours de précipitations en janvier et 10,5 jours en juillet. Pour la période 1991-2020, la température moyenne annuelle observée sur la station météorologique de Météo-France la plus proche, « Étobon », sur la commune d'Étobon à 13 km à vol d'oiseau, est de 10,7 °C et le cumul annuel moyen de précipitations est de 1 272,5 mm. 
La température maximale relevée sur cette station est de 38,5 °C, atteinte le 24 juillet 2019 ; la température minimale est de −18 °C, atteinte le 1er mars 2005,,. 
Les paramètres climatiques de la commune ont été estimés pour le milieu du siècle (2041-2070) selon différents scénarios d'émission de gaz à effet de serre à partir des nouvelles projections climatiques de référence DRIAS-2020. Ils sont consultables sur un site dédié publié par Météo-France en novembre 2022.

## Urbanisme

### Typologie
Au 1er janvier 2024, Froideterre est catégorisée commune rurale à habitat dispersé, selon la nouvelle grille communale de densité à sept niveaux définie par l'Insee en 2022.
Elle est située hors unité urbaine. Par ailleurs la commune fait partie de l'aire d'attraction de Lure, dont elle est une commune de la couronne,. Cette aire, qui regroupe 33 communes, est catégorisée dans les aires de moins de 50 000 habitants,.

### Occupation des sols
L'occupation des sols de la commune, telle qu'elle ressort de la base de données européenne d’occupation biophysique des sols Corine Land Cover (CLC), est marquée par l'importance des territoires agricoles (45,4 % en 2018), en diminution par rapport à 1990 (47 %). La répartition détaillée en 2018 est la suivante : 
forêts (41,7 %), prairies (36,5 %), zones urbanisées (11,2 %), zones agricoles hétérogènes (9 %), zones industrielles ou commerciales et réseaux de communication (1,7 %). L'évolution de l’occupation des sols de la commune et de ses infrastructures peut être observée sur les différentes représentations cartographiques du territoire : la carte de Cassini (XVIIIe siècle), la carte d'état-major (1820-1866) et les cartes ou photos aériennes de l'IGN pour la période actuelle (1950 à aujourd'hui).

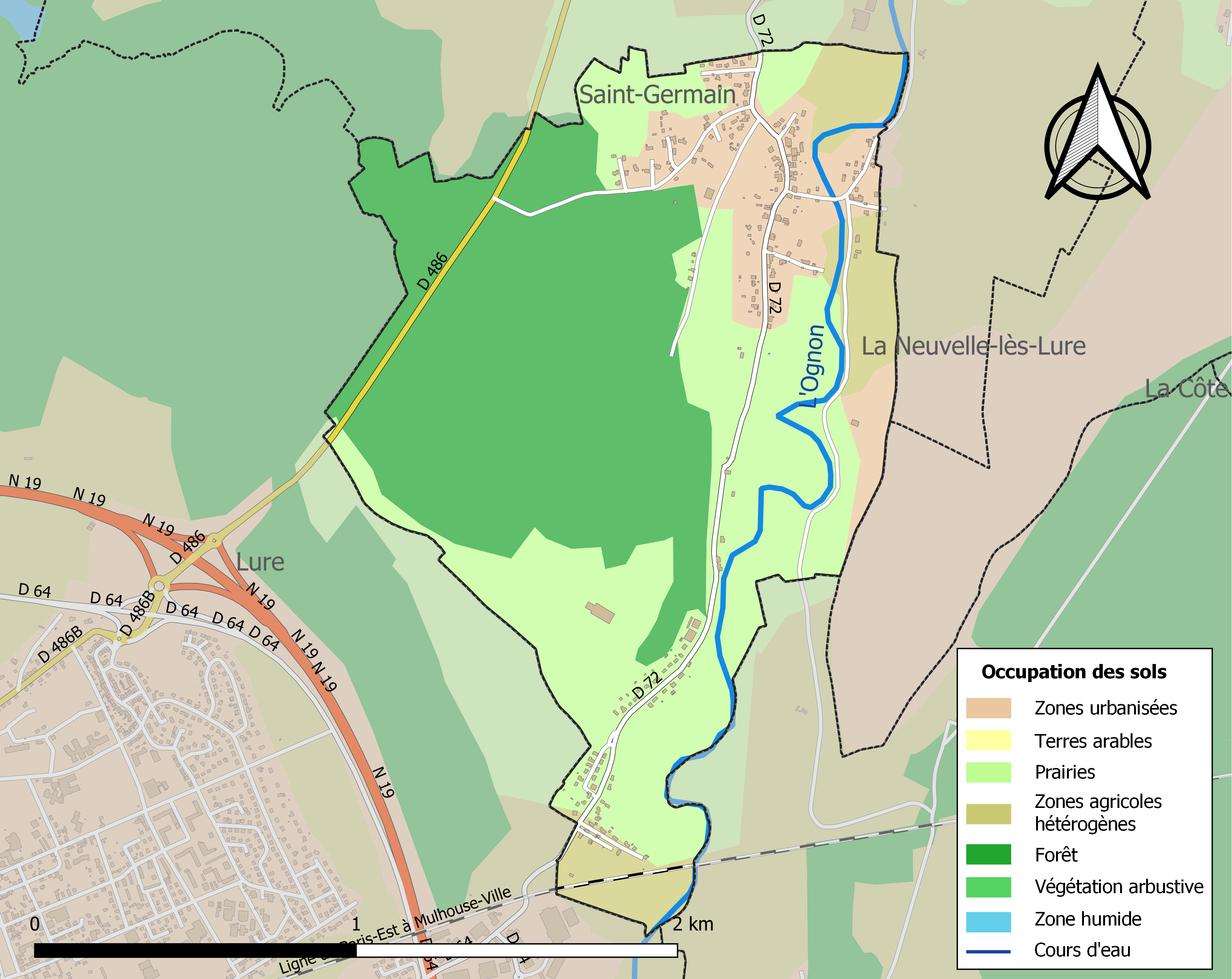
Carte des infrastructures et de l'occupation des sols de la commune en 2018 (CLC).

### Projet d'aménagement et paysage
La commune fait partie du plan local d'urbanisme intercommunal (PLUi) de la communauté de communes du pays de Lure (CCPL), document d'urbanisme de référence pour la commune et toute l'intercommunalité approuvé le 26 juin 2018. Froideterre fait également partie du SCOT du pays des Vosges saônoises, un projet de territoire visant à mettre en cohérence l'ensemble des politiques sectorielles, notamment en matière d’habitat, de mobilité, d’aménagement commercial, d’environnement et de paysage.

## Toponymie
Au milieu du XIIe siècle, la bourgade était connue sous le nom de Fracta terra. Contrairement à ce qu'on peut supposer, le lieu ne signifie pas terres froides. Le préfixe fut fraite issu du latin -fracta- qui se traduit par brisée. Ensuite vinrent les préfixes suivants: fraide, puis froide par erreurs répétitives au cours des années. D'ailleurs, dans le parler local, vers 1910-1920, on prononçait « Froicterre ».

## Histoire
On relève au XIIIe siècle le village comme une possession de l’abbaye de Lure. Il n'est pas absurde de supposer l'existence du village avant cet événement.
Après la découverte du gisement de houille dans le secteur, le territoire communal est intégré en juin 1914 dans la concession de Saint-Germain, d'une superficie de 5 308 ha. Aucun chantier d'exploitation n'a lieu, retardé par les guerres mondiales, les crises du charbon et l'incertitude d'une rentabilité. Un sondage réalisé sur la commune à la fin des années 1920 identifie quatre veines de 0,75 ; 1,75 ; 2,50 (barré de schiste) et 1,34 mètre d'épaisseur entre 710,05 et 766,25 mètres de profondeur,.
L'aérodrome de Lure - Malbouhans (qui empiète sur le territoire communal) a servi entre les années 1950 et 1998 (guerre froide) d'annexe de désserrement de la BA 116 Luxeuil-Saint-Sauveur.

## Politique et administration

### Divisions territoriales

Carte départementale représentant en rouge la communauté de communes du Pays de Lure.

La commune fait partie de l'arrondissement de Lure du département de la Haute-Saône. Pour l'élection des députés, elle fait partie de la deuxième circonscription de la Haute-Saône.
Elle faisait partie de 1801 à 1985 du canton de Lure.  Celui-ci a été scindé par le décret du 31 janvier 1985 et la commune rattachée au canton de Lure-Nord. Dans le cadre du redécoupage cantonal de 2014 en France, la commune fait désormais partie du canton de Lure-1.
La commune de Froideterre fait  partie du ressort du tribunal d'instance, du conseil de prud'hommes et du tribunal paritaire des baux ruraux de Lure, du tribunal de grande instance, du tribunal de commerce et de la cour d'assises de Vesoul, du tribunal des affaires de Sécurité sociale du Territoire de Belfort et de la cour d'appel de Besançon.
Dans l'ordre administratif, elle relève du tribunal administratif de Besançon et de la cour administrative d'appel de Nancy,.

### Intercommunalité
Le village fait partie de la communauté de communes du Pays de Lure, intercommunalité créée en 1998.

### Liste des maires

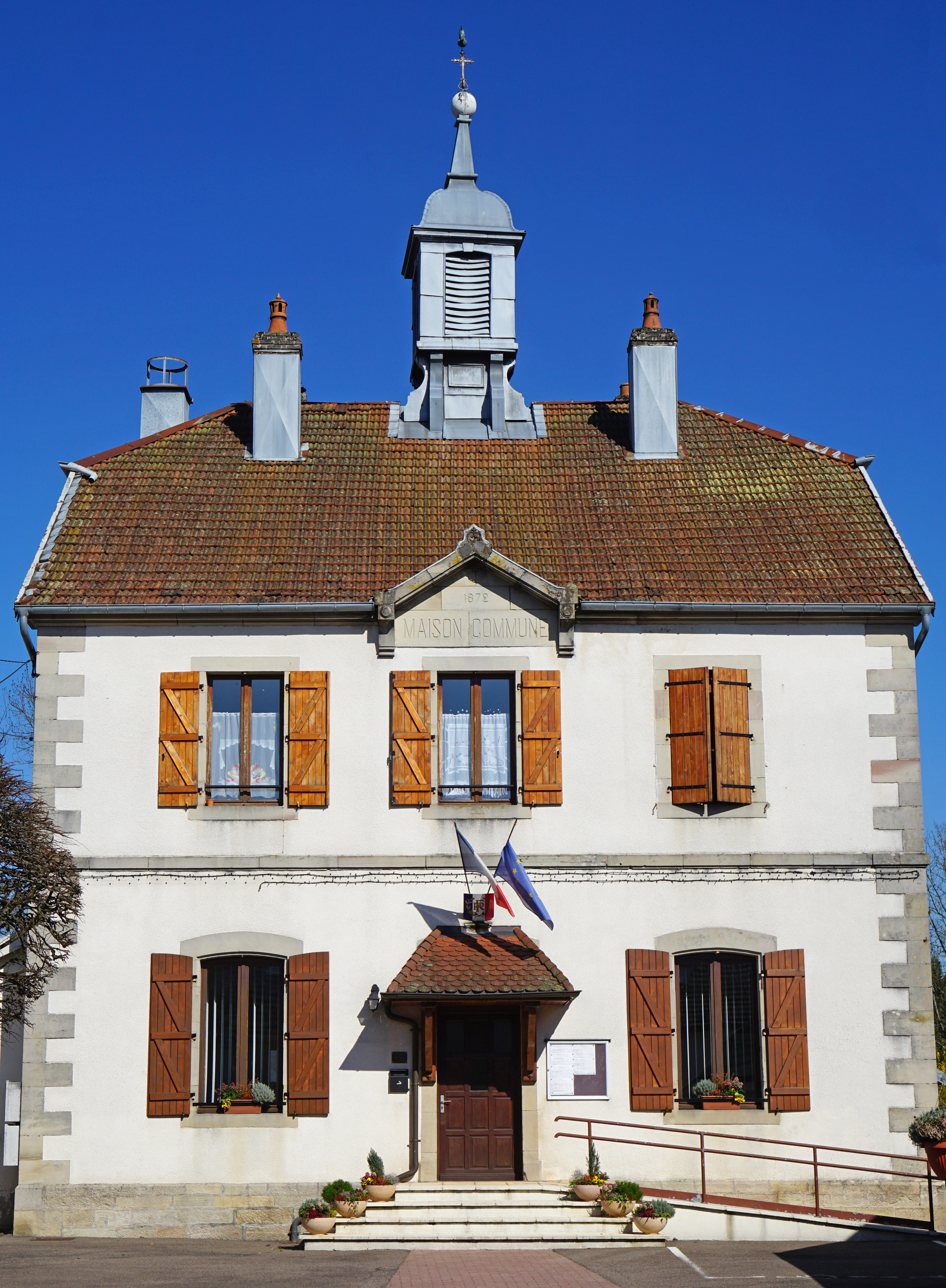
La mairie.

| Période                                  | Période                   | Identité      | Étiquette | Qualité |
| ---------------------------------------- | ------------------------- | ------------- | --------- | ------- |
| Les données manquantes sont à compléter. |                           |               |           |         |
| mars 2001                                | mai 2020                  | Alain Pernot, |           |         |
| mai 2020                                 | En cours (au 26 mai 2020) | Sylvie Mourey |           |         |

## Démographie
L'évolution du nombre d'habitants est connue à travers les recensements de la population effectués dans la commune depuis 1793. Pour les communes de moins de 10 000 habitants, une enquête de recensement portant sur toute la population est réalisée tous les cinq ans, les populations de référence des années intermédiaires étant quant à elles estimées par interpolation ou extrapolation. Pour la commune, le premier recensement exhaustif entrant dans le cadre du nouveau dispositif a été réalisé en 2005.

En 2022, la commune comptait 365 habitants, en évolution de −0,82 % par rapport à 2016 (Haute-Saône : −1,4 %, France hors Mayotte : +2,11 %).
| 1793 | 1800 | 1806 | 1821 | 1831 | 1836 | 1841 | 1846 | 1851 |
| ---- | ---- | ---- | ---- | ---- | ---- | ---- | ---- | ---- |
| 152  | 151  | 174  | 231  | 300  | 287  | 282  | 301  | 313  |

| 1856 | 1861 | 1866 | 1872 | 1876 | 1881 | 1886 | 1891 | 1896 |
| ---- | ---- | ---- | ---- | ---- | ---- | ---- | ---- | ---- |
| 322  | 329  | 295  | 285  | 280  | 276  | 268  | 278  | 260  |

| 1901 | 1906 | 1911 | 1921 | 1926 | 1931 | 1936 | 1946 | 1954 |
| ---- | ---- | ---- | ---- | ---- | ---- | ---- | ---- | ---- |
| 269  | 280  | 263  | 214  | 213  | 204  | 199  | 193  | 206  |

| 1962 | 1968 | 1975 | 1982 | 1990 | 1999 | 2005 | 2006 | 2010 |
| ---- | ---- | ---- | ---- | ---- | ---- | ---- | ---- | ---- |
| 174  | 181  | 181  | 272  | 278  | 311  | 358  | 366  | 341  |

| 2015 | 2020 | 2022 | - | - | - | - | - | - |
| ---- | ---- | ---- | - | - | - | - | - | - |
| 367  | 368  | 365  | - | - | - | - | - | - |

## Économie
Il subsiste quelques exploitations agricoles et forestières à Froideterre, mais aujourd'hui, la majorité des habitants travaillent à Lure. On peut ainsi considérer le village comme une banlieue de Lure.

## Culture locale et patrimoine

### Lieux et monuments
- L'aérodrome de Lure - Malbouhans, situé à l'est du territoire communal ;
- plusieurs ponts ;
- un moulin à eau ;
- l'ancienne bascule ;
- le monument aux morts ;
- calvaires.

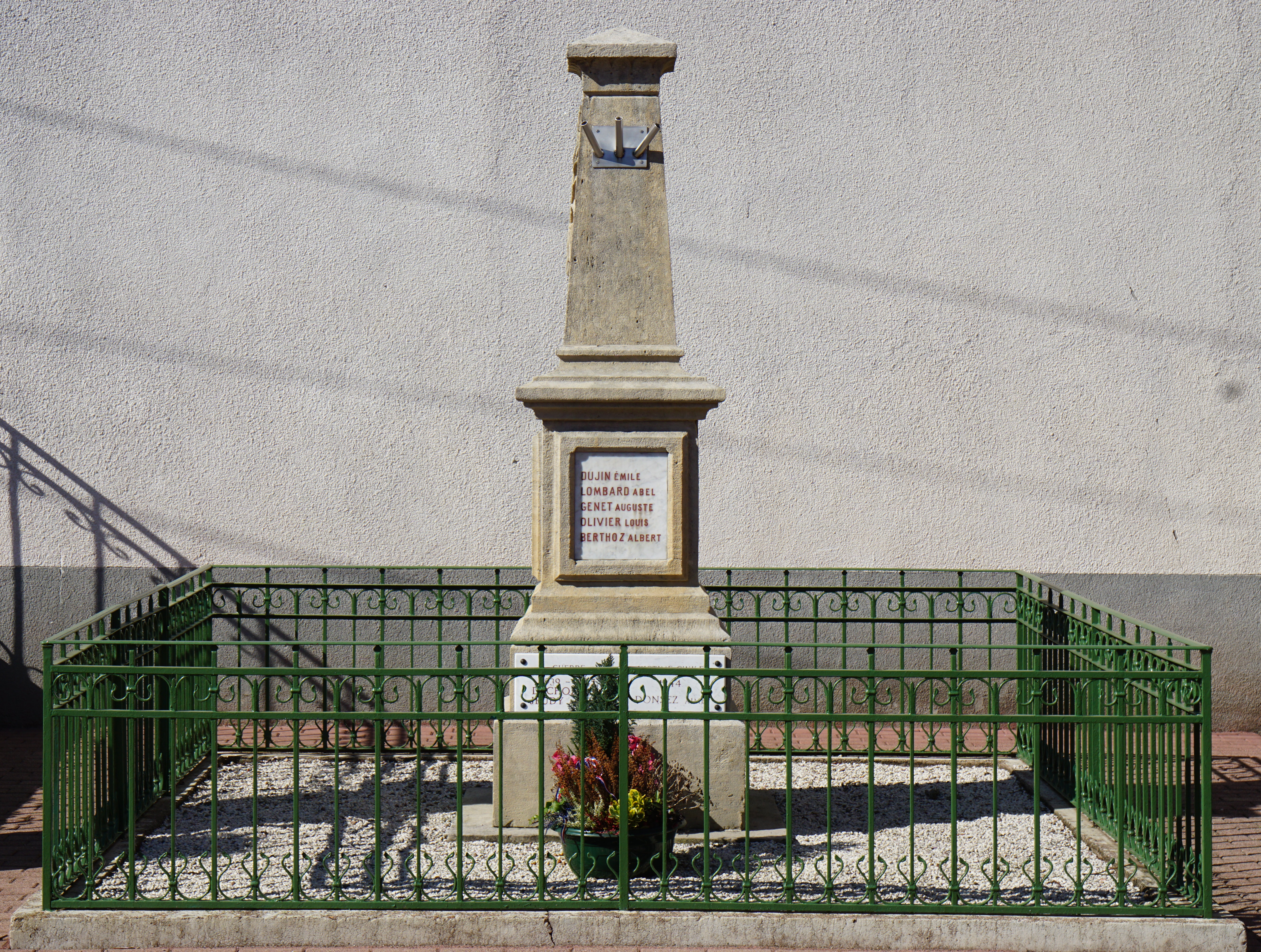
Monument aux morts.
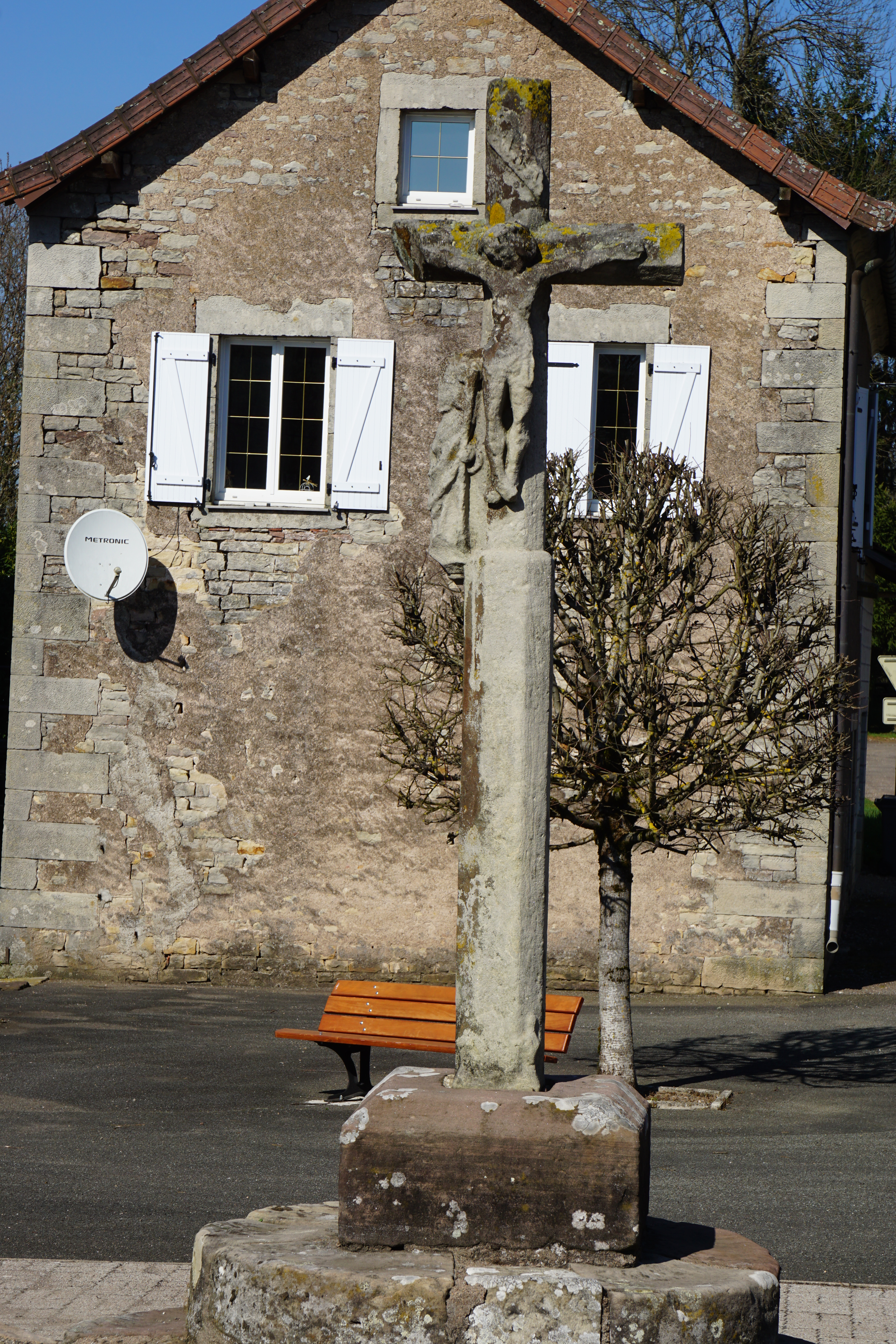
Un calvaire.
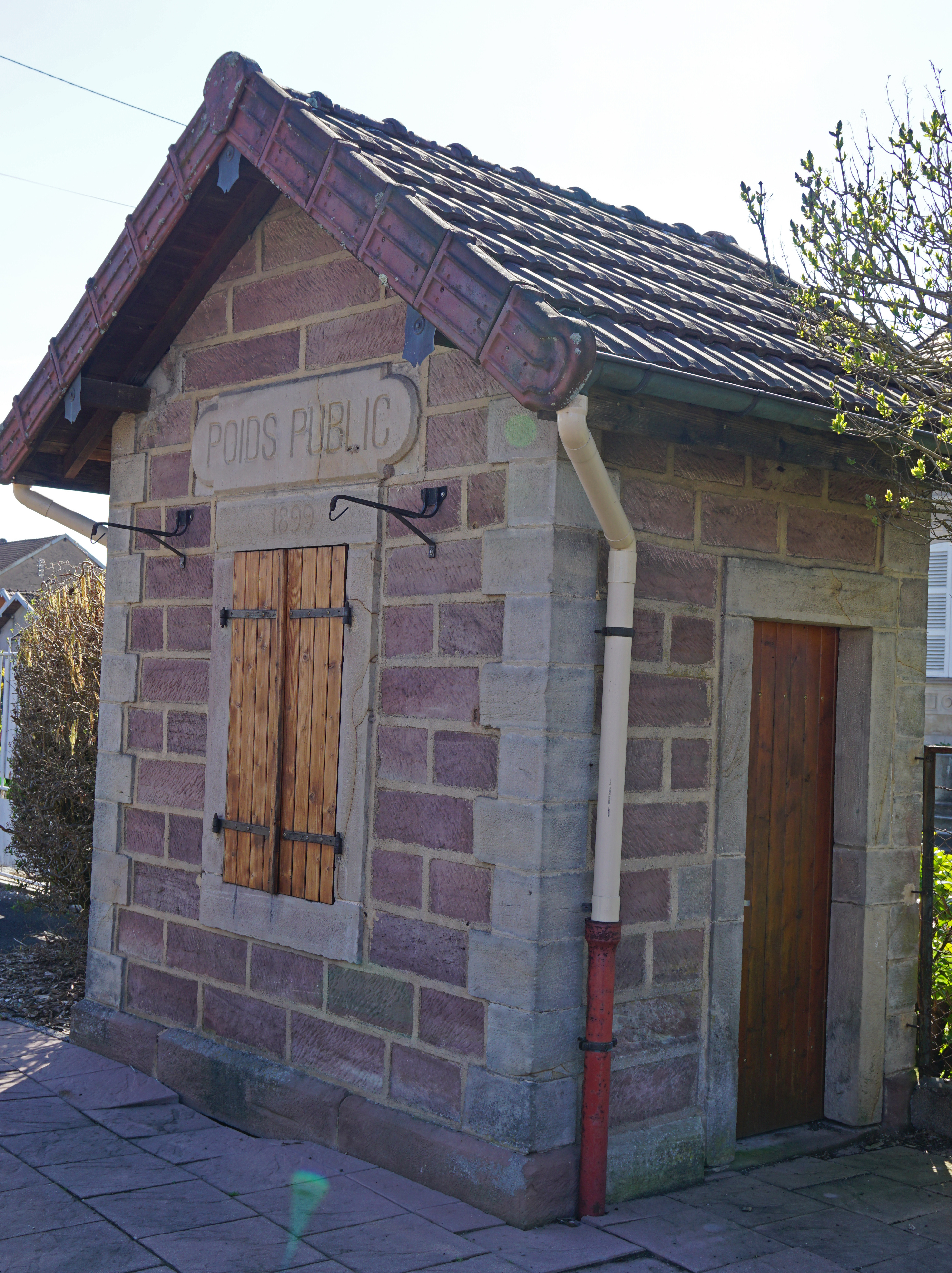
L'ancienne bascule.
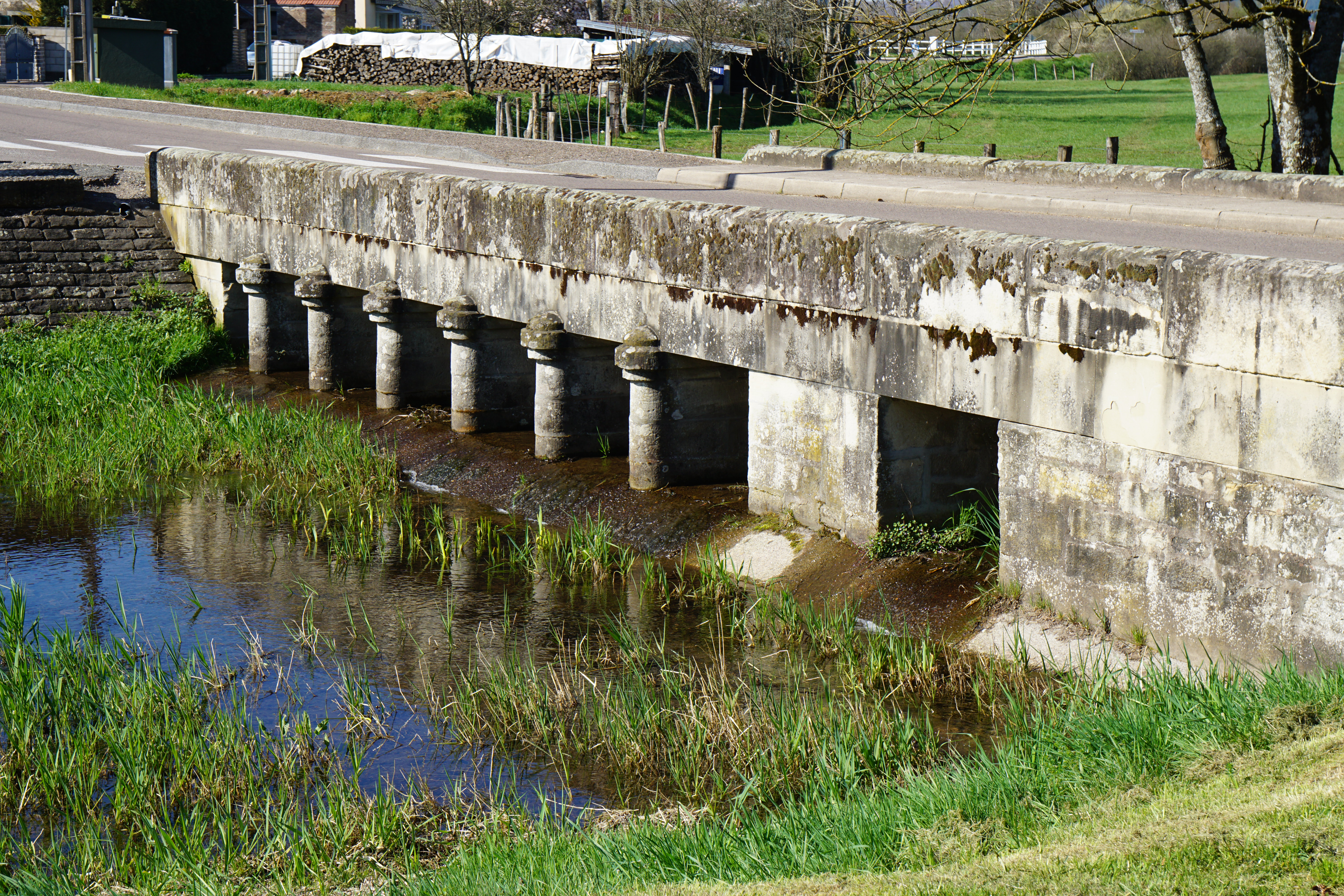
Les ponts.
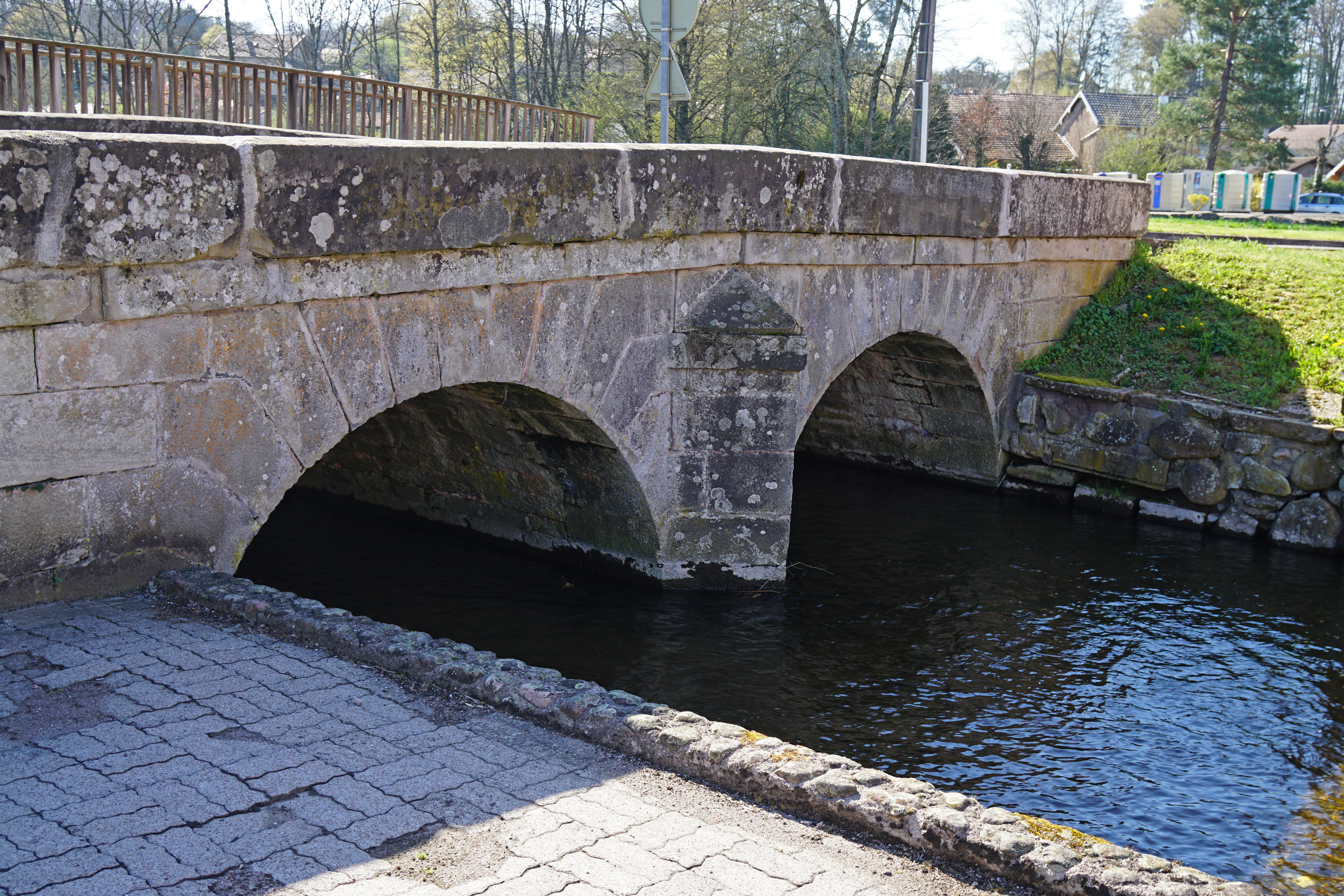
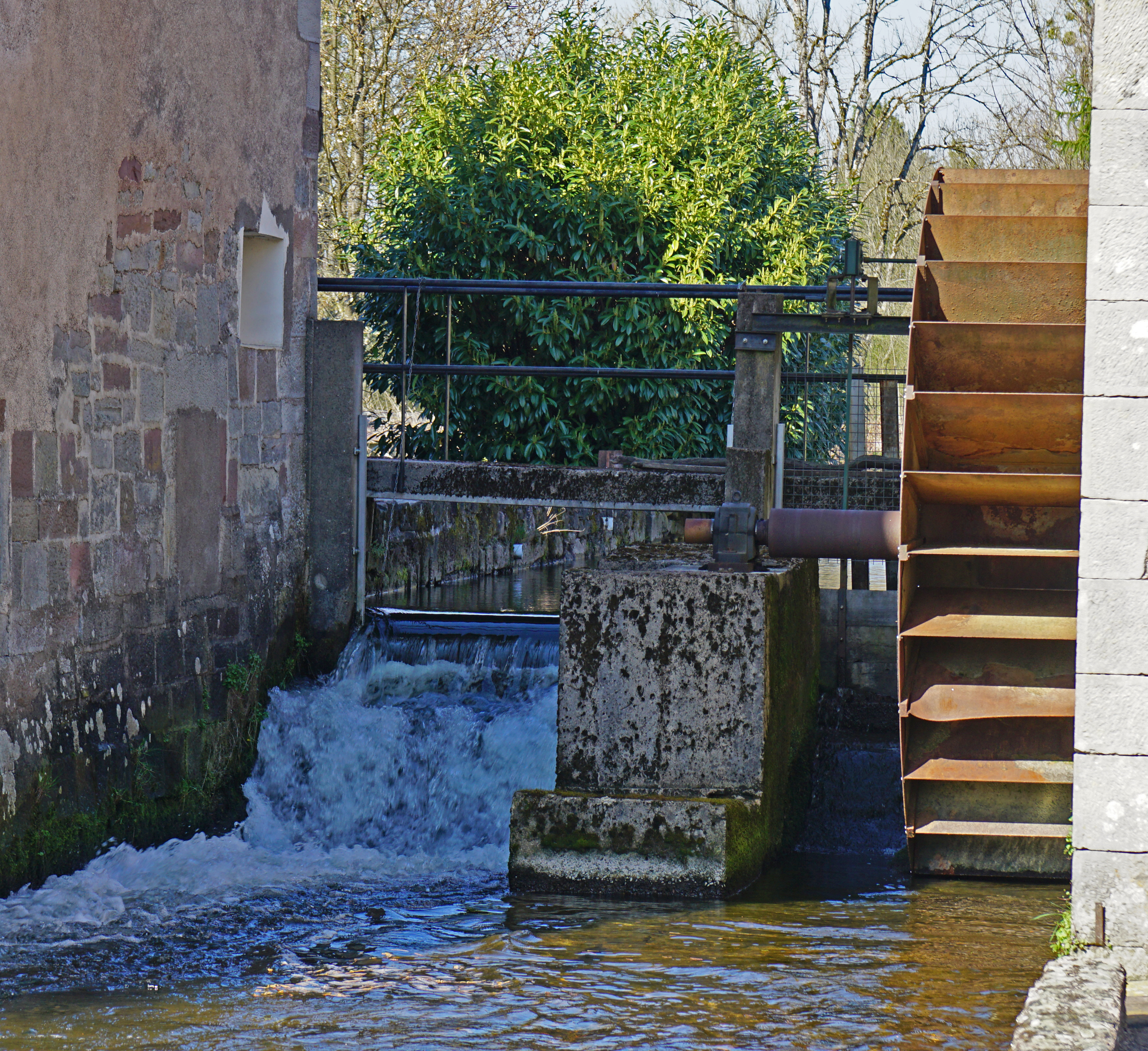
Moulin à eau.

### Héraldique
|  | Les armes de la commune se blasonnent ainsi : De gueules à la bande d'or. |